# Perissomastix christinae
Perissomastix christinae är en fjärilsart som beskrevs av László Anthony Gozmány. Perissomastix christinae ingår i släktet Perissomastix och familjen äkta malar. Inga underarter finns listade i Catalogue of Life.